# Hôpital de Josselin
Le centre hospitalier de Josselin est un hôpital situé à Josselin. Il emploie 235 salariés en 2014 et totalise 316 entrées dans le service de soin.

## Soins hospitaliers
Il existe plusieurs services, mais depuis sa restructuation terminée en 2025, l'hôpital a été recentré sur la gériatrie. Ce centre hospitalier est présenté dans Les Échos comme un modèle dans la prise en charge des personnes âgées dépendantes.
L'EHPAD compte 158 lits en 2025, avec des chambres individuelles équipées chacune d'une salle de bains, de télévisions et du Wi-Fi.
L'accueil de jour s'adresse aux personnes âgées de plus de 60 ans avec troubles de la mémoire. La plateforme de répit, destinée aux aidants familiaux, offre un soutien psychologique et des groupes de parole animés par une psychologue.

## Histoire
L'hôpital de Josselin est fondé en 1728 par Marie de Pontbriand, à proximité d'une chapelle préexistante (XVIIe siècle) dédiée à saint Nicolas. Les bâtiments de soin sont construits au XVIIIe siècle, auxquels sont adjoints des bâtiments administratifs et des logements durant la deuxième moitié du XIXe siècle.

### Travaux
En 2015, le directeur du centre hospitalier du pays de Ploërmel annonce une relance de la construction de l’hôpital. Le permis de construire est approuvé le 4 décembre 2019. Le coût des travaux est estimé à 25 millions d'euros.
La fin des travaux est annoncée pour le 22 mars 2023 ; l'hôpital est livré pour une installation du personnel au mois de mai, mais il y reste des travaux à réaliser en 2024.
L'hôpital est inauguré officiellement le 7 janvier 2025, pour un coût total de 29 millions d'euros financés par l'Agence régionale de santé, la région Bretagne, le département du Morbihan et la commune de Josselin (à hauteur d'un quart).

## Chapelle Saint-Jacques

### Objets classés aux monuments historiques
La chapelle Saint-Jacques située à côté contient une statue en bois polychrome de Saint Jacques datant du XVIe siècle qui fait l'objet d'une protection depuis 1952 . D'autres objets sont remarquables comme des bras-reliquaires de saint Corentin et de saint Clair ou autres objets liés au culte .